# Krisztián Kulcsár
Krisztián Kulcsár (ur. 28 czerwca 1971 w Budapeszcie) – węgierski szermierz, szpadzista, dwukrotny wicemistrz olimpijski, wielokrotny medalista mistrzostw świata i Europy.
Podczas igrzysk olimpijskich w Barcelonie w 1992 roku reprezentanci Węgier w składzie: Iván Kovács, Krisztián Kulcsár, Ferenc Hegedűs, Ernő Kolczonay i Gábor Totola wywalczyli srebrny medal drużynowo. W rywalizacji indywidualnej zajął tam trzynastą pozycję. Na rozgrywanych cztery lata później igrzyskach w Atlancie zajął 6. miejsce drużynowo i 22. indywidualnie. Następnie wystąpił na igrzyskach olimpijskich w Atenach w 2004 roku, razem z Gáborem Boczkó, Gézą Imre i Ivánem Kovácsem zdobywając kolejny srebrny medal. W zawodach indywidualnych tym razem nie startował. Brał też udział w igrzyskach olimpijskich w Pekinie w 2008 roku, gdzie był piąty drużynowo i osiemnasty indywidualnie.
Na mistrzostwach świata w Hadze w 1995 roku razem z Gézą Imre, Attilą Fekete i Ivánem Kovácsem zajął drużynowo trzecie miejsce. W tej samej konkurencji Węgrzy z Kulcsárem w składzie zdobywali następnie złote medale podczas mistrzostw świata w Chaux-de-Fonds (1998) i mistrzostw świata w Nîmes (2001) oraz brązowy na mistrzostwach świata w Petersburgu (2007). Na MŚ 2007 Kulcsár wywalczył także złoty medal indywidualnie, pokonując w finale Francuza Érika Boisse'a.
Kilkukrotnie zdobywał medale mistrzostw Europy, w tym złote drużynowo podczas ME w Izmirze (2006) i ME w Gandawie (2007).
W latach 2017–2022 pełnił funkcję prezesa Węgierskiego Komitetu Olimpijskiego.